# Jesús Carles de Vilallonga Rosell
Jesús Carles de Vilallonga i Rosell (1927, Santa Coloma de Farners, la Selva – 2018, Barcelona) va ser pintor, dibuixant, pintor de murals i també va fer obres de gravats, escultura i d'altres arts.
Va iniciar el seu treball en l'àmbit europeu i l'any 1954 Vilallonga es va establir a Montreal, Canadà, sense perdre el contacte amb Catalunya i mantenint les seves relacions amb personatges del món de l'art. L'any 1967 va fixar la seva residència permanent a Barcelona tot i que va seguir fent desplaçaments a Montreal i altres ciutats del Canadà, dels EUA i a altres ciutats d'occident.
L'any 1963 va rebre la ciutadania canadenca i el 2011 va ser guardonat amb l'Ordre National du Québec amb el grau de Chevalier, (Knight) distinció que Vilallonga va rebre a l'Oficina del Govern del Quebec, a Barcelona. L'Ajuntament de Santa Coloma de Farners el va nomenar Fill Predilecte el 2015.

## Biografia
Jesús Carles de Vilallonga va ser el quart fill del matrimoni de Salvador de Vilallonga i Coromines i de Maria Dolors Rosell i Planes, nissaga de terratinents rurals amb alt nivell econòmic i cultural a la comarca de la Selva. Salvador de Vilallonga era mecenes de les arts i sovint acollia a la seva casa d'estiueig artistes com l'escultor Lluís Muntané, el pintor Joaquim Mir, entre d'altres. La finca familiar, de nom Mas Parés, era originària del segle xv, al poble de Sant Martí Sapresa. Va entrar al patrimoni de la família l'any 1748. L'inventari dels documents familiars i el fons documental, que es remunta al segle XIII, són actualment a l'Arxiu Comarcal de la Selva.[7]
Durant la Guerra Civil espanyola (1936-1939) el pare, Salvador de Vilallonga, va haver de viure amagat i va morir assasinat sense saber-se'n el motiu, a poca distància de la frontera amb França, a la primavera de l'any 1939, quan Jesús Carles tenia onze anys. Aquesta mort va afectar molt la família i la mare i germans varen anar a residir a la ciutat de Girona on Jesús Carles va cursar els estudis elementals i secundaris a l'internat de Santa Maria de Collell. En finalitzar els estudis secundaris l'any 1945 Jesús Carles, complint els desitjos de la seva família, se'n va anar a Madrid on va ingressar a l'escola d'Enginyeria de Camins, Canals i Ports, estudis que va abandonar. L'any 1948, a Barcelona, Vilallonga va estudiar dibuix juntament amb Joan Ponç a l'estudi de Ramon Rogent, on el professor Miquel Farré i Albagés li va ensenyar a pintar al fresc, i a l'Escola de Belles Arts, i va compaginar-ho amb estudis d'arquitectura a la Universitat de Barcelona.

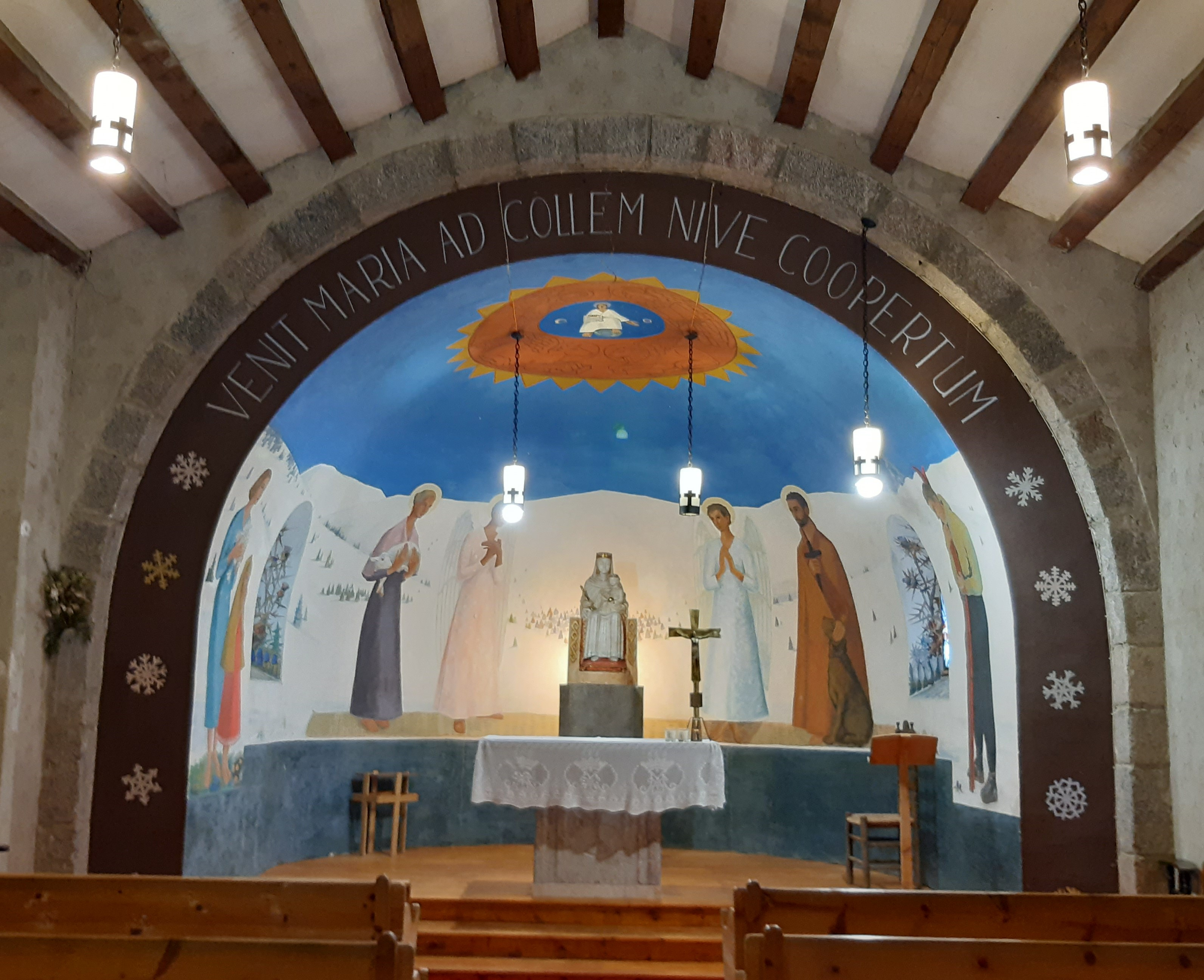
Fresc de Vilallonga. Capella de la Mare de Déu de les Neus (1952, la Molina)

Entre 1949 i 1950 va fer el servei militar a Tarragona. L'any 1949, la parella Lluís Rigat Regi i Mariana Tortorici Dainsey li va encarregar la decoració d'un hotel a la Molina i el 1952 la decoració de la capella a la zona de Supermolina. Jesús Carles volia dedicar la seva vida a ser artista i va  continuar pintant, exposant i guanyant premis amb les seves aquarel·les.  Va pintar frescos en altres capelles, va dissenyar murals i mosaics per a un gran hotel de la costa catalana i l'any 1952 va estudiar pintura amb Marcel Gromaire a l'École des Beaux-Arts de París. Va viatjar per Europa, fent parada a Roma per visitar el seu amic el pintor Jaume Muxart, i finalment va anar a  Munic, Copenhagen i Estocolm. Venia les aquarel·les que pintava a les places de les principals ciutats del seu camí per pagar les seves despeses.

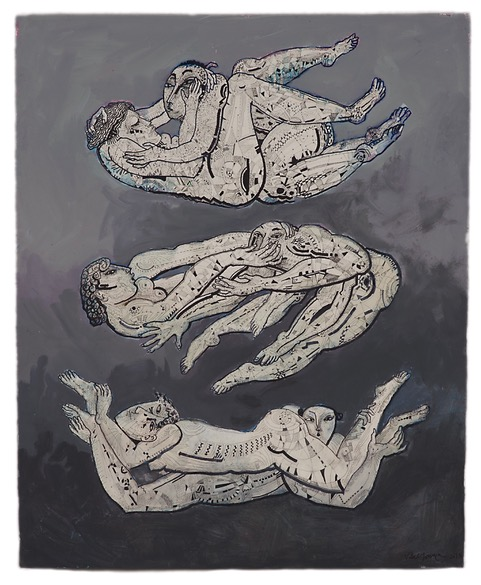
Tres Parelles, dibuix en paper, 141 x 115 cm., 2013

Vilallonga es va allotjar per primera vegada a Montreal l'any 1955. Va pintar aquarel·les de cases de Westmount i les va vendre als seus propietaris. Va cantar i tocar la guitarra en clubs, va dissenyar el vestuari i els dissenys d'escenografia d'un ballet al National Ballet of Canada i va ensenyar breument espanyol a la Universitat de Montreal. L'any 1958 va conèixer Max Stern, d'origen alemany, tractant i col·leccionista d'obres d'art, que regentava la galeria Dominion de Montreal. Vilallonga va signar un contracte exclusiu amb Max Stern, propietari de la prestigiosa Galeria Dominion de Montreal el qual donava a conèixer artistes europeus contemporanis com Henry Moore, Marino Marini, Van Dongen i Picabia al Canadà. El contracte de Vilallonga amb la galeria Dominion va durar trenta anys fins a la mort, per accident, de Stern. L'any 1959 Vilallonga es va casar amb Madeleine Kirouac, la seva primera esposa, a Cadaqués, de la qual es va separar l'any 1983. Madeleine Kirouac era una vídua canadenca que, en casar-se amb Vilallonga ja tenia dues filles: Manon i Lyzanne Alain. D'aquest matrimoni van néixer dues filles més: Marta i Salvana. Vilallonga va continuar pintant de manera prolífica mentre repartia el seu temps entre Cadaqués, Montreal i Barcelona. Jesús Carles viatjà sovint a destinacions europees i americanes fins que l'any 1974 va establir-se a Cadaqués, tot i això, va seguir viatjant freqüentment. L'any 1982, Vilallonga va conèixer Katherine Slusher, una escriptora nord-americana, historiadora de l'art resident a Barcelona, amb la qual es va casar a Saint-Jérôme, Quebec el 1989.
El 1992, Vilallonga i Katherine varen passar un any a Syracuse, Nova York, on Vilallonga va estudiar escultura amb Rodger Mack i va produir diverses escultures de bronze i alumini a la foneria de la Universitat de Syracuse. La parella va tornar a Barcelona on Vilallonga va treballar durant els següents vint anys als seus dos estudis del Raval i es va integrar en l'entorn social de la Rambla. Els últims cinc anys de la seva vida, va treballar en dibuixos a gran escala a casa seva, fins a la seva mort el 2018.

## Obra
Jesús Carles ja va fer els seus primers dibuixos amb cinc anys d'edat al costat del pintor impressionista català Joaquim Mir, amic de la seva família. Les seves primeres pintures varen ser aquarel·les amb les quals va fer exposicions al Palau de la Virreina de  Barcelona i a una galeria municipal de Girona.
La pintura de Vilallonga sorgeix d'una tradició pictòrica que va des de l'art romànic, el renaixement, l'expressionisme i el surrealisme, tot mantenint el seu propi estil contemporani. Vilallonga pintava al tremp a l'ou. La seva obra de vegades està relacionada amb el simbolisme i la seva producció sempre es veu potenciada per les aportacions de l'abstracció. Treballa amb l'"ull interior" que Sigmund Freud va descriure com el més profund i el més intel·ligent, en una estada per la natura i l'interior ocult de l'home. Es pot definir la seva producció com autàrquica independent, d'identificació personal, treball resultant d'una "actitud".
Vilallonga també va fer gravats, pintura mural i escultura. A la plaça de Farners de Santa Coloma hi ha una de les escultures que Jesús Carles va donar. Va contactar i travar amistats amb altres artistes amb els quals es va relacionar quan era a París, a Barcelona i principalment a Cadaqués. L'any 1958 va pintar murals en un restaurant de Montreal i a causa de l'èxit va rebre un contracte de la galeria Dominion que va resultar decisiu per a la seva carrera artística. El 1957 Jesús Carles va treballar durant uns mesos a l'estudi que Joan Vilacasas tenia a París i després va tornar a residir a Montreal on exposa a la galeria Dominion.
La seva pintura no es pot enquadrar dins de cap escola o moviment artístic en particular. Determinats aspectes de la seva obra permeten situar-lo en el surrealisme de Salvador Dalí i de Joan Miró. L'any 1968 Vilallonga va participar en una fugaç interpretació d'un estil artístic anomenat "intrarealisme" que palesa la realitat en profunditat, que és més autèntica. Vilallonga va mantenir amistat i relacions amb altres artistes, poetes, músics i cantants a Barcelona, Cadaqués, París i Montreal, ciutat on va viure i treballar la major part del seu temps.

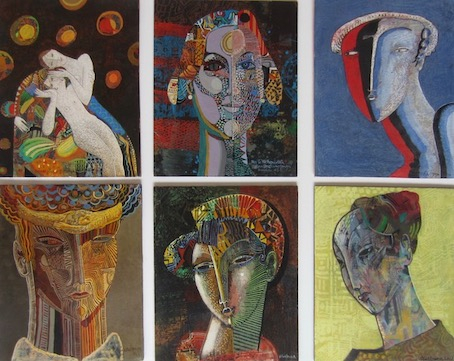
Retrats

Vilallonga va exposar a ciutats d'Europa, Canadà i els Estats Units i la seva obra inclou escultures en bronze i resina, pintures a l'aquarel·la, objectes de disseny i diferents mitjans d'impressió, com ara serigrafia, aiguafort, litografia i art digital.
El seu extens treball s'ha vist en exposicions individuals a la Lefevre Gallery de Londres, la Sagittarius Gallery de Nova York, la Galería Juana Mordó de Madrid, Art Contemporain de París, Dau al Set de Barcelona i a Montreal, Parisian Laundry (2006), Galerie Gala (2004), Galerie de Bellefeuille (1996), Galerie Madeleine Lacerte, Quebec (2001), a Ottawa, Galerie d'art Jean-Claude Bergeron (1995), Galerie d'art Vincent (1995), Château Laurier del Canadà (1998), entre d'altres.

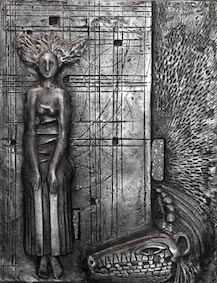
Escultura en alumini,1993

Les pintures, escultures, gravats i dibuixos de Jesús Carles de Vilallonga són objecte de nombrosos llibres i documentals i es troben a museus, universitats i col·leccions privades d'arreu del món. Les retrospectives del seu treball es van fer al Thousand Oaks Civic Arts Plaza de Califòrnia l'any 2000, al Parisian Laundry a Montreal el 2006 i al Museu Casa de la Paraula a Santa Coloma de Farners el 2015. Les obres públiques de Vilallonga es troben al Museu de Belles Arts de Montreal, la Biblioteca Nacional de París, el Museo de Arte Contemporáneo de Madrid, entre d'altres. Tota la documentació de la llarga i prolífica trajectòria de Vilallonga –catàlegs d'exposicions, fullets, ressenyes de premsa, articles de revistes, publicacions i més de 3.000 fotografies de la seva obra– es pot consultar a l'Arxiu Comarcal de la Selva a Santa Coloma de Farners.

## Exposicions
- 2020• Vilallonga, The Inner Eye, Espai Volart, Barcelona, Espanya
- 2015• Pintura Retrospectiva i Dibuixos Recents - Museu Centre Cultural Casa de la Paraula, Santa Coloma de Farners, Espanya
- 2009• Galeria Article, Barcelona, Espanya
- 2009• Sala Joan Vinyoli, Santa Coloma de Farners, Espanya
- 2007• Galeria Gala, Montréal, Canadà
- 2006• Parisian Laundry, Montréal, Canadà
- 2005• Installation Ceremony: Imaginary Portrait of 24 Universal Geniuses of Today, Concordia University, Montréal, Canadà
- 2005• Galeria Uranga, Bilbao, Espanya
- 2004• Galeria Gala, Montréal, Canadà
- 2003• Galeria Uranga, Bilbao, Espanya
- 2003• Galeria Article 26, Barcelona, Espanya
- 2002• Photokina, Colonia, Alemanya
- 2002• Galeria Gala, Montréal, Canadà
- 2002• Galeria Expoart, Girona, Espanya
- 2001• Galeria Madeleine Lacerte, Québec, Canadà
- 2000• Retrospective Exhibition: Poetic Symbolism from Barcelona, Civic Arts Plaza, Thousand Oaks, California
- 2000• Galeria Article 26, Barcelona, Espanya
- 1999• Galeria Article 26, Barcelona, Espanya
- 1999• Galerie d’Art du Mont-Sainte-Anne, Beaupré, Canadà
- 1999• Galerie Sous Le Passe-Partout, Montréal, Canadà
- 1998• Galeria Gala, Trois-Rivières, Canadà
- 1998• Château Laurier, Ottawa
- 1997• Galeria d’Art Farners, Santa Coloma de Farners, Espanya
- 1996• Galeria de Bellefeuille, Montréal, Canadà
- 1996• Galeria Ferlandina, Barcelona, Barcelona, Espanya
- 1996• Galeria Expoart, Girona, Espanya
- 1995• Galeria d'art Jean-Claude Bergeron, Ottawa
- 1995• Galeria d'art Vincent, Château Laurier, Ottawa
- 1995• Fundació Vilallonga, Sant Marti Sapresa, Espanya
- 1995• Galeria d’Art du Mont-Sainte-Anne, Beaupré, Canadà
- 1995• Galeria Gala, Trois-Rivières, Canadà